# 誰でもロンリー
「誰でもロンリー」（だれでもロンリー）は、YUKIの27枚目のシングル。2014年8月20日にエピックレコードジャパンから発売された。

## 解説
2014年8月6日に先行配信が開始された後、彼女の27枚目（通算29作目）のシングルとして同年8月20日にCD盤が、9月3日にはアナログ盤がそれぞれエピックレコードジャパンからリリースされた。
2014年9月リリースのアルバム『FLY』の先行シングルで、4つ打ちダンスチューンの楽曲となっている。
歌詞にある「奈落から這い上がれ 誰かのアイドル」は、NHK連続テレビ小説『あまちゃん』をイメージしている。
ワークアートでYUKIが持つラジカセのスピーカー部分には「Fly」「Dope」と書かれており、これは本作発売後に行われた2つの全国ツアー『YUKI concert tour“Flyin' High”'14～'15』と『YUKI concert tour“Dope Out”'15』を意味している。

## シングル盤
シングルとしては前作「STARMANN」から1年（52週間）ぶりのリリース。表題曲とそのリミックス2曲の計3曲を収録。
CD盤は通常盤と完全生産限定盤の2種類がリリースされた。完全生産限定盤はLPサイズジャケット仕様となっている。

### 収録曲
| #         | タイトル                              | 作詞      | 作曲            | 編曲                     | 時間  |
| --------- | ------------------------------------- | --------- | --------------- | ------------------------ | ----- |
| 1.        | 「誰でもロンリー」                    | YUKI      | give me wallets | YUKI、玉井健二、百田留衣 | 4:38  |
| 2.        | 「誰でもロンリー -Seiho remix-」      |           |                 |                          | 4:17  |
| 3.        | 「誰でもロンリー -やけのはら remix-」 |           |                 |                          | 4:57  |
| 合計時間: | 合計時間:                             | 合計時間: | 合計時間:       | 合計時間:                | 13:53 |